# Thunstetten (Surberg)
Thunstetten ist ein Ortsteil der Gemeinde Surberg im Landkreis Traunstein, Bayern. 

## Lage
Der Weiler Thunstetten liegt unweit der Bundesstraße 304 am Fuße des Surbergs nahe Lauter.

## Geschichte
Die 1818 aus dem Anfang des 19. Jahrhunderts gebildeten Steuerdistrikt hervorgegangene Gemeinde Thunstetten kam zwischen 1820 und 1830 zur Gemeinde Surberg.